# إلسا أندرسون (فنانة)
إلسا أندرسون (بالسويدية: Elsa Andersson)‏ هي فنانة سويدية، ولدت في 7 أغسطس 1915 في مالمو في السويد، وتوفي بنفس المكان في 16 نوفمبر 1996.